# Challenge Bell 2013
Challenge Bell 2013 — тенісний турнір, що проходив на закритих кортах з килимовим покриттям. Це був 21-й турнір Challenge Bell. Належав до турнірів WTA International в рамках Туру WTA 2013. Відбувся в PEPS de l'Université Laval у Квебеку (Канада) з 9 вересня до 15 вересня 2013 року.

## Очки і призові

### Нарахування очок
| Дисципліна       | П   | Ф   | ПФ  | ЧФ | 1/8 | 1/16 | Q   | Q3  | Q2  | Q1  |
| Одиночний розряд | 280 | 200 | 130 | 70 | 30  | 1    | 16  | 10  | 6   | 1   |
| Парний розряд    | 280 | 200 | 130 | 70 | 1   | Н/Д  | Н/Д | Н/Д | Н/Д | Н/Д |

### Призові гроші
| Дисципліна       | П       | Ф       | ПФ      | ЧФ     | 1/8    | 1/16*  | Q3   | Q2   | Q1   |
| Одиночний розряд | $40,000 | $20,000 | $10,425 | $5,500 | $3,100 | $1,800 | $950 | $700 | $500 |
| Парний розряд†   | $11,500 | $6,000  | $3,200  | $1,700 | $900   | Н/Д    | Н/Д  | Н/Д  | Н/Д  |

↑ 
↑ 

## Учасниці основної сітки в одиночному розряді

### Сіяні пари
| Країна        | Гравчиня            | Рейтинг1 | Посіяна |
| ------------- | ------------------- | -------- | ------- |
| Бельгія       | Кірстен Фліпкенс    | 14       | 1       |
| Франція       | Крістіна Младенович | 36       | 2       |
| Чехія         | Луціє Шафарова      | 41       | 3       |
| США           | Бетані Маттек-Сендс | 53       | 4       |
| Канада        | Ежені Бушар         | 59       | 5       |
| Нова Зеландія | Марина Еракович     | 68       | 6       |
| США           | Лорен Девіс         | 70       | 7       |
| Франція       | Каролін Гарсія      | 75       | 8       |

- 1 Рейтинг подано станом на 26 серпня 2013

### Інші учасниці
Нижче наведено учасниць, які отримали вайлдкард на участь в основній сітці:
- Стефані Дюбуа
- Луціє Шафарова
- Александра Возняк[4]

Нижче наведено гравчинь, які пробились в основну сітку через стадію кваліфікації:
- Жюлі Куен
- Сесил Каратанчева
- Мелані Уден
- Амра Садікович

### Знялись
- Петра Мартич (хворобу шлунково-кишкового тракту)
- Бетані Маттек-Сендс (травма правого коліна)

## Учасниці основної сітки в парному розряді

### Сіяні пари
| Країна   | Гравчиня           | Країна    | Гравчиня            | Рейтинг1 | Посіяні |
| -------- | ------------------ | --------- | ------------------- | -------- | ------- |
| Чехія    | Андреа Главачкова  | Чехія     | Луціє Градецька     | 19       | 1       |
| Росія    | Алла Кудрявцева    | Австралія | Анастасія Родіонова | 93       | 2       |
| Хорватія | Дарія Юрак         | Хорватія  | Петра Мартич        | 111      | 3       |
| Колумбія | Каталіна Кастаньйо | Хорватія  | Міряна Лучич-Бароні | 132      | 4       |

- 1 Рейтинг подано станом на 26 серпня 2013

### Інші учасниці
Нижче наведено пари, які отримали вайлдкард на участь в основній сітці:
- Франсуаз Абанда /  Керол Чжао
- Софія Арвідссон /  Стефані Дюбуа

Наведені нижче пари отримали місце як заміна:
- Chieh-yu Hsu /  Ніколь Мелічар

### Відмовились від участі
До початку турніру
- Ежені Бушар (травма правого стегна)

## Переможниці та фіналістки

### Одиночний розряд
Луціє Шафарова —  Марина Еракович, 6–4, 6–3

### Парний розряд
Алла Кудрявцева /  Анастасія Родіонова —  Андреа Главачкова /  Луціє Градецька, 6–4, 6–3